# Saccopteryx
Saccopteryx és un gènere de ratpenats de la família dels embal·lonúrids.

## Taxonomia
- Ratpenat de sacs d'Antioquia (Saccopteryx antioquensis)
- Ratpenat de dues ratlles gros (Saccopteryx bilineata)
- Ratpenat billistat canós (Saccopteryx canescens)
- Ratpenat de dues ratlles brasiler (Saccopteryx gymnura)
- Ratpenat de dues ratlles petit (Saccopteryx leptura)